# Begonia arborescens
Espèce
Synonymes
- Begonia diamantina Lescuyer[1]
- Begonia patens Griseb. ex A.DC.[1]
- Steineria pulchella Klotzsch[1]

Begonia arborescens est une espèce de plantes de la famille des Begoniaceae. Ce bégonia arbustif est originaire du Brésil. L'espèce fait partie de la section Pritzelia.
Elle a été décrite en 1820 par Giuseppe Raddi (1770-1829). L'épithète spécifique arborescens signifie « arborescent », en référence au développement en arbre de la plante. 

## Répartition géographique
Cette espèce est originaire du pays suivant : Brésil.

## Liste des variétés
Selon World Checklist of Selected Plant Families (WCSP) (5 février 2017), Catalogue of Life (5 février 2017) et Tropicos (5 février 2017) :
- variété Begonia arborescens var. arborescens
- variété Begonia arborescens var. confertiflora (Gardner) A.DC. (1861)
- variété Begonia arborescens var. oxyphylla (A.DC.) S.F.Sm. (1999)